# Новохохловська (станція МЦК)
Новохохловська (рос. Новохохловская) — пасажирська платформа Московської залізниці, є зупинним пунктом міського електропоїзда — Московського центрального кільця. У рамках транспортної системи Московського центрального кільця позначається як «станція», хоча фактично власне не є залізничною станцією через відсутність колійного розвитку, яка утворює транспортно-пересадочний вузол «Хохловський» (разом зі споруджуваною новою платформою Калитники Курського напрямку). Відкрита 10 вересня 2016 року На станції встановлено тактильне покриття.

## Пересадки
- Залізничну та МЦД станцію  Новохохловська
- Автобус: с755